# 林肯鎮區 (安德森縣)
林肯鎮區（英語：Lincoln Township）為位在美國堪薩斯州安德森縣的鎮區。2010年美国人口普查中該鎮區人口有190人。該鎮區於1870年設立。

## 地理
林肯鎮區涵蓋面積128.0平方（49.4平方英里），境內無城鎮設立。

## 人口統計
根據2010年美國人口普查，林肯鎮區人口有190人，人口密度為1.48人/平方公里。種族組成方面，97.37%為白人；1.05%為非裔美洲人；0%為美洲原住民；1.05%為亞洲人；0%為太平洋島民；0.53%為來自其他種族；另外有1.57%來自兩個或以上的種族。而西班牙裔美國人或拉丁美洲人等其他族裔佔該鎮區人口的0.53%。

## 外部連結
- US-Counties.com
- City-Data.com （页面存档备份，存于）